# Vàng nghệ
Vàng nghệ  hay còn gọi đằng hoàng, trân huỳnh (danh pháp: Garcinia hanburyi) là một loài thực vật có hoa trong họ Bứa. Loài này được Hook.f. mô tả khoa học đầu tiên năm 1875.